# Enrique Gracia
Enrique Gracia Trinidad (1950 en Madrid) es un escritor y divulgador cultural. Desde 1992 se dedica casi exclusivamente a la divulgación cultural (recitales de poesía, teatro de voz, conferencias, cursos, etc.). Organiza e imparte, en este sentido, diversos talleres literarios: El arte de escribir, la Tertulia Taller independiente en Madrid; Jirones de Azul en Sevilla, el Taller de Poesía de Rivas−Vaciamadrid; tres cursos en El Escorial Poesía: Escribir y Decir, etc.
Fue creador y coordinador de "Poetas en vivo" programa de lecturas poéticas, desde 1996, año de su creación hasta 2009 en que Caja Madrid que lo patrocinaba dejó de hacerlo. Se celebraba en la Biblioteca Nacional Española, Madrid.
La obra poética de este autor ha sido traducida a diversos idiomas y ha conseguido varios premios en distintos concursos nacionales e internacionales.
En teatro ha creado y dirigido varios certámenes y algunos talleres.
En cuanto a su obra gráfica son de destacar las viñetas de humor improvisadas Historia secreta de Prometeo. Ilustraciones en libros, revistas, viñetas en prensa, etc.

## Biografía
Su padre, Enrique Gracia Rodríguez era natural de Quinto, provincia de Zaragoza), hijo a su vez de aragonés y madrileña. Su madre, Alicia de la Santísima Trinidad Martín, era de Madrid, hija igualmente de madrileño y extremeña. Aunque con esos puntos de ascendencia aragonesa y extremeña, se siente profundamente vinculado a la ciudad de Madrid, a la que ha dedicado gran parte de su tarea como divulgador cultural.
Con 27 años se casó con Elena Cela Martín-Ventas, de la que tiene dos hijos: Paula y Eduardo. Se separó de ella tras veinte años de matrimonio y posteriormente se divorció.
Desde 1999 está unido a Soledad Serrano Fabre, también escritora, que colabora con él en las tareas de teatro y recitales.
Comenzó sus estudios en el colegio Fundación Caldeiro, de la Avenida de los Toreros de Madrid, para pasar luego al Colegio Anglo-Americano, hoy desaparecido. Desde 1962 estudió en el Seminario Conciliar Madrid; primero en el Menor de Alcalá de Henares y luego en el de Madrid capital. Hacia 1969 abandonó los estudios eclesiásticos. No continuó en la vía universitaria, titulándose como programador de ordenadores, profesión que no ejerció nunca.
Hacia 1972 organizó junto a otros el grupo de teatro Parajola, especializado en recitales de poesía con música. . Durante unos ocho años, se dedicaron a dar recitales participando en ellos en la lucha por las libertades de la última etapa del franquismo y durante la etapa de transición.
También hizo algunas incursiones por entonces en el mundo del doblaje y las grabaciones en disco de temas fundamentalmente culturales, colaborando con varios actores y bastantes músicos.
Durante un periodo se dedicó a diversos trabajos y actividades. Entre los dieciocho y los veinticuatro años participó activamente en la organización de colonias infantiles de verano, siendo monitor, y coordinador en la última etapa colaborando con Cáritas Española, e impartiendo cursos para las organizaciones que celebraban estas colonias infantiles. Fueron las primeras experiencias de lo que más tarde sería la escuela oficial de tiempo libre.
Posteriormente se empleó en una empresa química y más tarde en una constructora. A los 28 años comenzó a dirigir el Club Deportivo Brezo Osuna y posteriormente el Club de Tenis Chamartín.
Desde los 42 años se dedicó ya exclusivamente a escribir y a la divulgación cultural, a través de conferencias, teatro de voz, recitales poéticos con o sin música, presentaciones, cursos y talleres literarios, etc. (ha llevado a cabo varios miles de intervenciones públicas desde entonces)

## Divulgación cultural
Como divulgador cultural, Enrique Gracia Trinidad utiliza diferentes medios y sistemas a su alcance, así como expresión verbal y corporal. Es un gran comunicador, lo que hace que pueda llegar a un sector bastante amplio de la sociedad.

Dirigió Poetas en vivo, programa de lecturas poéticas que creó para la Obra Social de Caja Madrid. Se realizan en la Biblioteca Nacional Española, en Madrid, desde 1996 hasta 2009. 

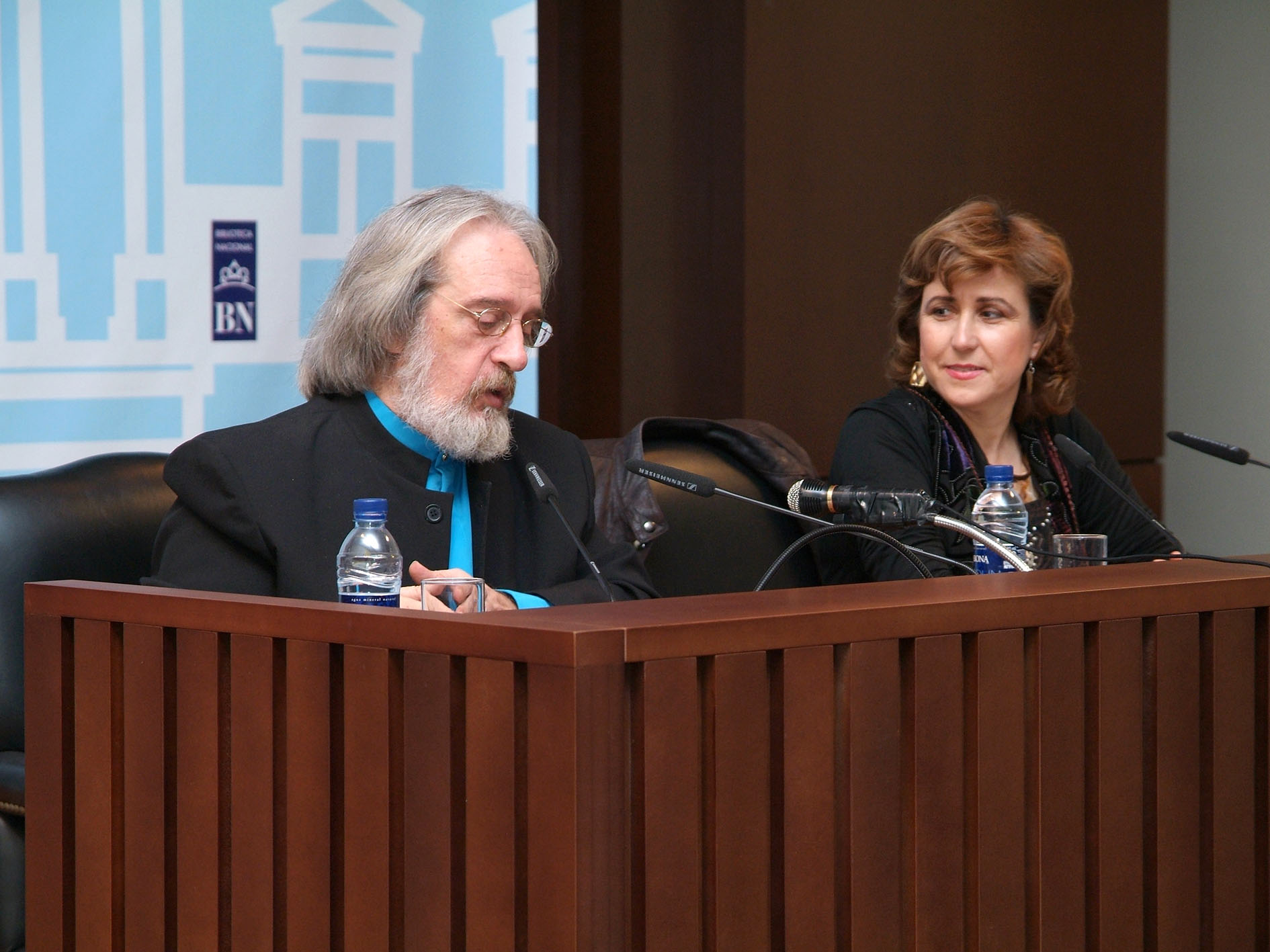
Enrique Gracia Trinidad y María Rosal, Biblioteca Nacional "Poetas en vivo".

 Este programa terminó en diciembre de 2009 al no querer Caja Madrid seguir apoyando económicamente el programa aunque estaba plenamente consolidado; tampoco quisieron hacerse cargo de su continuación la Biblioteca Nacional ni el Ayuntamiento de Madrid, a los que se les ofreció.
Creó y coordinó varios certámenes de teatro organizados para el Ayuntamiento de Madrid desde 1998: Teatro Clásico "La vida es sueño", Certamen de Teatro Contemporáneo Siglo XXI, Certamen Certal Teatro libre de Carabanchel y Certamen de Teatro Abierto de Hortaleza. Fue apartado de estos Certámenes en 2009 por la empresa intermediaria con el Ayuntamiento para quien los creó y mantuvo.
Fue creador, guionista y participante, junto con la periodista y escritora Edit Checa, del programa de TV sobre poesía Ayer y hoy en poesía (UNED), emitido por TV2 y el Canal Internacional (2004-2005). En la misma época, colaboró en el programa de radio Tus poemas en las ondas, creado y emitido en la UNED, por Edit Checa, a través de RNE 3 para España, Europa y América. Posteriormente realizó su propio programa de radio, junto a Soledad Serrano, "Un momento por favor" en Radio Norte (Radio Utopía). Durante cerca de un año hicieron programas monográficos culturales de poesía, teatro y temas varios.
Uno de sus principales caminos para la divulgación, desde inicios de los noventa, es la creación y dirección de talleres y cursos literarios: poesía, escritura, voz, creatividad y comunicación. Los talleres los dirige en diferentes lugares de España, y de forma ininterrumpida, el Taller de Poesía de Madrid, desde 1991.
Imparte asimismo, con carácter divulgativo, unas cincuenta conferencias anuales desde 1992, en Centros culturales municipales, Universidades, bibliotecas y diversas instituciones públicas y privadas Los temas más habituales son: Literatura, Historia española y universal, mitología, Historia y leyendas de Madrid, etc.
También, en teatro de voz, junto a la actriz y escritora Andrea Navas, interviene como actor en unas 50 representaciones anuales. Junto a la misma actriz, realiza igualmente unos 30 recitales de poesía al año.
Desde 2012 estas actividades han disminuido sensiblemente por los drásticos recortes españoles en cultura. 
Enrique Gracia Trinidad es un hombre comprometido con su tiempo, su momento y su entorno. Colabora, en mayor o menor grado, con distintas asociaciones:
En España:
- con la Asociación de Escritores y Artistas Españoles (miembro de su junta directiva)
- la Asociación Prometeo de Poesía
- la Academia Iberoamericana de Poesía (en cuya fundación colaboró)

También figura en la Asociación Colegial de Escritores, el PEN Club español y otras asociaciones literarias.
Internacionalmente,
- es miembro correspondiente del Círculo de Escritores Venezolanos

## Poesía
- Encuentros (Accésit del Premio Adonais, 1972) Colección Adonais. Edit. Rialp. Madrid 1973)
- Canto del último profeta (poema coral) (En disco Abolición contra pena de muerte, c/ adaptación musical, 1978) (Premio Encina de la Cañada, 1988. Plaqueta no venal, 1988)
- Crónicas del Laberinto (Premio Feria del Libro de Madrid, 1991) Edit. Feria del Libro de Madrid, 1992
- A quemarropa (Accésit Premio Rafael Morales, 1992) Colecc. Melibea. Talavera de la Reina, 1993
- Restos de Almanaque (Premio Blas de Otero, 1993) Colección Nombela. A.E.A.E, Madrid, 1994
- Tiempo de Apocalipsis (publicado en Internet y dentro de Contrafábula (poesía 1973-2004)
- Historias para tiempos raros (Premio Bahía, 1994) Colección Bahía. Algeciras, 1995
- La pintura de Xu-Zonghui, 1995 , bilingüe chino-castellano, con pintura (Editado en Shanghái, China)
- Siempre tiempo (Premio Juan Alcaide, 1996) Colección. Juan Alcaide. Valdepeñas, 1997
- Contrafábula (Poesía reunida 1973-2004) Edit. Sial 2004. (Reúne íntegras todas las publicaciones anteriores)
- Todo es papel (Accésit Premio Ciudad de Torrevieja, 2002) Aguaclara. Alicante, 2002
- Sin noticias de Gato de Ursaria (Premio de Poesía Emilio Alarcos) Editorial Visor, Madrid, 2005
- La poética del Vértigo (Antología) Estudio y selección de Viloria Vera (Univ. Caracas) Edit. Jirones de Azul, Sevilla, 2007
- Pentimento, Editorial SIAL, Madrid, 2009
- Hazversidades poéticas (Enrique Gracia Trinidad) Antología breve. Edit. Absurda fábula, Madrid
- Butaca de entresuelo, (Premio de Poesía Juan Van-Halen) Editorial SIAL, Madrid, 2010
- "Mentidero de Madrid", Editorial Rilke, Madrid 2011
- "Ver para vivir", Editorial Amargord, Madrid 2013
- "Juego de Damas", (Accésit del Premio Internacional Pilar Fernández Labrador) Edita Diputación de Salamanca, 2015
- "Doble Juego", antología temática a medias con Raquel Lanseros. Editorial Cuadernos del Laberinto, Madrid 2015
- "Al final de la escalera" (Premio Eladio Cabañero, 2015). Editorial Cuadernos de Cordelia, Madrid, 2015
- "Siempre la vida" (muestra poética). Editorial Ars Poética, Oviedo 2017
- "Sustancia de los días", Editorial DeTorres, Córdoba, 2019
- "Nada para después", Editorial DeTorres, Córdoba, 2022 (cada poema lleva un código QR para escucharlo en la voz del autor)
- "Desconcertada agenda", Editorial Cuadernos del laberinto, Madrid 2023
- "La llogatera secreta (La inquilina secreta) muestra poética bilingüe castellano-catalán, traducida por Elena Peralta (Edit. Onix 2024)
- "Más que menos da una piedra" antología de aforismos, greguerías, etc. (Edit. De Torres, Córdoba) 2025

## Prosa
Generalmente en colaboración:
- Agenda Mozart (varios textos sobre la obra y vida de Mozart, escritos en colaboración con Soledad Serrano, publicados en forma de agenda, 2006 por ARGÉ, SL) Con pintura de Rojas Goldsack. N/V.
- El año del Sol (varios textos sobre el Sol) (Con Soledad Serrano y pintura de David Merlín) N/V.
- Diálogo intercultural	(Varios textos en prosa sobre países del mundo, costumbres, leyendas, etc. con fotos de Isabel Tallos)
- Madrid, otra mirada (Libro de fotografías de Madrid, de Raul Cancio, en el que Soledad Serrano y Enrique Gracia colaboraron poniendo textos literarios y propios como pies de foto (español e inglés) (Edit. Everest, 07)
- "Historias del Callejón" (Relatos) en colaboración con Soledad Serrano Fabre, Editorial Huerga y Fierro, 2018.
- Encrucijadas - Historias y Leyendas,  Editorial Huerga y Fierro (prevista la publicación para finales de 2020 o principios de 2021)

En este momento (2025) prepara la publicación de otros libros de poesía y prosa.

## Publicaciones sueltas
Multitud de colaboraciones en revistas, antologías, catálogos, prensa, etc. (Artículos, comentarios literarios y teatrales, conferencias, biografías, guiones para grabaciones culturales y otros textos cortos)
Sus obras, hasta el momento, están incluidas en unas veinte antologías y en bastantes publicaciones periódicas (España, Italia, México, China, Francia, Rusia, Turquía, Canadá, Venezuela, Argentina, Cuba y EE. UU.)

## Adaptador de traducciones
Cantos de amor y de ausencia (Antología de poemas de la China medieval. Edición bilingüe en chino y castellano, junto a Xu Zonghui. Hiperión 2002)

## Antólogo
- Poetas en vivo (Antología de 43 poetas contemporáneos) Como antólogo. Editorial Sial, 2003
- "EnREDados", antología poética de Netwriters, editada por Legados-Netwriters, 2013
- "Laberinto breve de la imaginación (Piezas cortas de 100 poetas) junto a Alicia Arés (Cuadernos del Laberinto 2021)
- "Autorretratos poéticos" (140 poetas) junto a Alicia Arés (Cuadernos del laberinto 2024)
- Otros trabajos de adaptación de traducciones de multitud de textos sueltos de varios autores e idiomas (para difusión oral y grabaciones)

## Dibujante
Como dibujante aficionado ha publicado una colección de dibujos improvisados en reuniones literarias (La Historia secreta de Prometeo) que editó en la Asociación del mismo nombre su amigo Juan Ruiz de Torres; y además bastantes viñetas en prensa escrita y digital, portadas e ilustraciones de libros, carteles, logotipos, caricaturas ocasionales, etc. todas ellas firmadas con distintos nombres.

## Traducciones de su obra
- Al Chino: Libro completo (La pintura de Xu-Zonghui) y varios poemas sueltos (Revista Nacional de Literatura en la R.P.CH.) (Traducción de Xu Zonghui y otros, Universidad de Shanghái)
- Al Italiano, en antología “I fuochi di Prometeo”. Coord. y traductor: Michele Coco. Levante Editori, Bari.
- Al italiano, en publicación La fuente de las 7 vírgenes, traducción de Silvia Favaretto.
- Al italiano, en publicación Fili d’Aquilone, con traducción de Gloria Bazzocchi y comentarios de Pablo Luque Pinilla.
- Al italiano, una antología de su obra, traducida por Matteo Barbato. Pendiente de publicación en 2025
- Al ruso, en antología bilingüe “Guitarra de 26 cuerdas”. Traducc. Anastasia Yu. Miroliobova, Coord. Prof. Yuri Shaskov. y Victor Andreev, de la Universidad de San Petersburgo, Rusia; y Juan Ruiz de Torres, en España.
- Al inglés, Varios poemas sueltos, por el Profesor Louis Bourne para revista Univ. Carolina del Sur, EE UU. En preparación (autorizado) Univ. de Dallas U.S.A. (por Profª. Gambler Miller).
- Al persa: En preparación (autorizado) (Prof. Saeid Hooshangi. Univ. Madrid)
- Al francés, turco y japonés: Algunos textos aislados (poemas, prosas) en antologías y/o prensa.
- Al catalán, una antología a cargo de Elena Peralta, con prólogo de Ángel Guinda.

## Distinciones y premios
- Accésit del Premio Adonais, 1972, por el libro Encuentros Madrid
- Premio Encina de la Cañada, 1988. por el poema coral Canto del último profeta Villanueva de la Cañada, Madrid
- Premio Feria del Libro de Madrid, 1991, por el llibro Crónicas del laberinto Madrid
- Accésit del Premio Rafael Morales, 1992, por el libro A quemarropa Talavera de la Reina
- Prometeo de Bronce, 1992, por el trabajo en apoyo de la poesía.
- Premio Blas de Otero, 1993, por el libro Restos de almanaque Majadahonda
- Premio Bahía, 1994, por el libro Historias para tiempos raros Algeciras
- Premio Juan Alcaide,1997, por el libro Siempre tiempo Valdepeñas
- Accésit del Premio Ciudad de Torrevieja, 2002, por el libro Todo es papel Torrevieja
- Profesor ‘honoris causa’ de la Academia de Ciencias, Artes y Letras, St. Lucas Gilde Antwerpen Akademie (Alemania)
- Premio Emilio Alarcos, por el libro “Sin noticias de Gato de Ursaria” Principado de Asturias
- Premio Internacional Vicente Gerbasi, del Círculo de Escritores de Venezuela (2008) por el conjunto de su obra poética
- Premio Juan Van-Halen, por el libro "Butaca de entresuelo" (ex aequo con Aurora Salvador Rosa) Torrelodones
- Accésit del Premio Internacional Pilar Fernández Labrador, Salamanca, 2015
- Premio Eladio Cabañero, Tomelloso, Ciudad Real, 2015
- Premio Quevedo, en Villanueva de los Infantes, 2023, por un tríptico de sonetos. Nombrado Gran Comendador de la Orden Literaria Francisco de Quevedo.
- Premio Internacional de Poesía Dama de Baza, 2025, reconociendo el conjunto de la obra poética y trayectoria de un autor vivo, que por su valor literario constituya una aportación relevante al patrimonio cultural de la literatura hispánica. Ex aequo con el escritor guineano Donato Ndongo-Bidyogo